# Via Giulia
La via Giulia est une rue d'importance historique et architecturale de Rome, en Italie, qui longe la rive gauche (est) du Tibre depuis la Piazza San Vincenzo Pallotti près du Pont Sisto, jusqu'à la Piazza dell'Oro. Elle mesure environ un kilomètre de long et relie le rione Regola et le rione Ponte.
La conception de la route est commandée en 1508 à Donato Bramante par le pape Jules II , membre de la puissante famille della Rovere. C'est l'un des premiers projets d'urbanisme importants de la Rome papale à la Renaissance.
La rue, nommé d'après son précurseur, s'appelait aussi via Magistralis (lit. « route principale ») en raison de son importance, et via Recta (« route droite ») en raison de son tracé.
Le projet a trois objectifs : la création d'une grande chaussée insérée dans une nouvelle configuration de rues se superposant au dédale de ruelles de la Rome médiévale ; la construction d'une grande avenue entourée de somptueux édifices pour témoigner de la grandeur renouvelée de l'Église catholique ; et enfin, la fondation d'un nouveau centre administratif et bancaire près du Vatican, siège de la papauté, loin du centre-ville traditionnel sur la colline du Capitole, dominé par les familles baronniales romaines opposées aux pontifes.
Malgré l'interruption du projet due à la pax romana de 1511 et la mort du pape deux ans plus tard, la nouvelle rue devient immédiatement l'un des principaux centres de la Renaissance à Rome. De nombreux palais et églises sont construits par les architectes les plus importants de l'époque, tels que Raphaël et Antonio da Sangallo le Jeune, qui choisissent souvent de s'installer dans la rue. Plusieurs familles nobles les rejoignent, tandis que les nations européennes et les cités-états italiennes construisent leurs églises dans la rue ou à proximité immédiate.
À l'époque baroque, l'activité de construction, dirigée par les architectes les plus importants de l'époque tels que Francesco Borromini, Carlo Maderno et Giacomo della Porta, se poursuit sans relâche, tandis que la rue, lieu de prédilection des nobles romains, devient le lieu de tournois, de fêtes et défilés de carnaval. Pendant cette période, les papes et les mécènes privés continuent à s'occuper de la rue en y installant des institutions caritatives et en fournissant de l'eau potable au quartier.
À partir du milieu du XVIIIe siècle, le déplacement du centre-ville vers la plaine du Campo Marzio provoque l'arrêt de l'activité de construction et l'abandon de la rue par la noblesse. Une population artisanale avec ses ateliers les remplacent et la via Giulia prend l'aspect solitaire et solennel qui l'a caractérisée pendant deux siècles. Pendant la période fasciste, certains projets de construction brisent l'unité de la rue dans sa section centrale ; les dommages n'ont pas encore été réparés. Malgré cela, la via Giulia reste l'une des rues les plus riches de Rome en art et en histoire, et après un déclin de deux siècles, à partir des années 1950, sa renommée est ranimée pour devenir l'un des endroits les plus prestigieux de la ville.

## Histoire
À Rome, depuis le début du Moyen Âge, alors que le cœur politique et représentatif de la ville semble être resté sur la colline du Capitole, le quartier de l'ancien Campus Martius se développe dans l'un des districts les plus densément peuplés (abitato). Le labyrinthe de ruelles étroites est sillonné par trois artères étroites : la via Papalis (lit. « rue papale »), habitée par des employés de la curie ; la via Peregrinorum (lit. « rue des pèlerins »), route artisanale et commerciale  ; et la via Recta (lit. « rue droite », un nom commun à de nombreuses rues de la Rome médiévale). Celle-ci est surtout utilisée par les pèlerins venant du nord par la via Francigena et abrite de petites entreprises   . Les trois routes convergent vers le nord vers le pont Saint-Ange qui constitue le goulot d'étranglement du trafic. Comme Dante Alighieri le décrit dans la Divine Comédie, en 1300, le pape Boniface VIII ordonne la mise en place d'un système de circulation bidirectionnelle pour éviter les embouteillages ou la panique, en réponse aux foules considérables sur le pont Saint-Ange.
Lorsque le pape Martin V revient à Rome en 1420 à la fin du Grand Schisme d'Occident, l'afflux de pèlerins augmente à nouveau de manière significative, surtout lors des années jubilaires. Le 29 décembre 1450, dernier jour de l'Année sainte, une ruée sur le pont fait plus de 300 morts . À la suite de la catastrophe, le pape Nicolas V, le premier pape de la Renaissance qui s'occupe systématiquement de l'urbanisme romain, ordonne que le pont Saint-Ange soit débarrassé des étals et des magasins ; les premières mesures d'urbanisme de la zone sont initiées, définissant dans son programme les trois rues susmentionnées comme les principales artères de la ville. En commençant sous Nicolas V, la politique des papes est de laisser le contrôle de la zone de la colline du Capitole à la noblesse romaine, en concentrant le développement urbain sur la courbe du Tibre et le Vatican, particulièrement important du fait du pèlerinage à Saint Pierre et des jubilés.
En 1475, le pape Sixte IV ordonne que le Ponte Sisto, nommé d'après lui, soit construit sur le Tibre afin de soulager la route de pèlerinage qui passe par le Pont Saint-Ange et de relier les rioni de Regola et du Trastevere . En même temps, il ordonne la restauration de la via Pelegrinorum et de la zone autour du Campo de 'Fiori . Selon le chroniqueur Stefano Infessura, des raisons stratégiques autres que la réduction du trafic motivent également ces projets. Jusque-là, il avait été très difficile pour le pape d'effectuer des interventions urbaines à l'intérieur des murs auréliens, principalement en raison du pouvoir des familles nobles d'origines populaires, mais Sixte peut utiliser les revenus du jubilé pour assurer les travaux dans la ville. À la fin de l'Année sainte, il modifie les responsabilités des Conservatori (les magistrats en chef de la commune de Rome), qui jusque-là avaient le pouvoir de freiner les initiatives papales dans la ville, et renforce la possibilité d'exproprier des terres et des bâtiments pour utilité publique. Le but du pape est de réduire les revenus de propriété de la noblesse locale et de réaménager les trois rues principales de la ville.
Les successeurs de Sixte IV, Innocent VIII, Alexandre VI  et Pie III, poursuivent la politique d'urbanisme Sixtine, complétant souvent les travaux commencés par le pape della Rovere. En 1497, Alexandre VI ordonne l'élargissement de la via Peregrinorum  et l'ouverture de la Porta Settimiana à travers le Mur d'Aurélien. Ce chantier est une condition préalable à la construction future de la via della Lungara sur la rive droite du Tibre, du Ponte Sisto à l'antique basilique vaticane .

### Le projet du pape Jules II

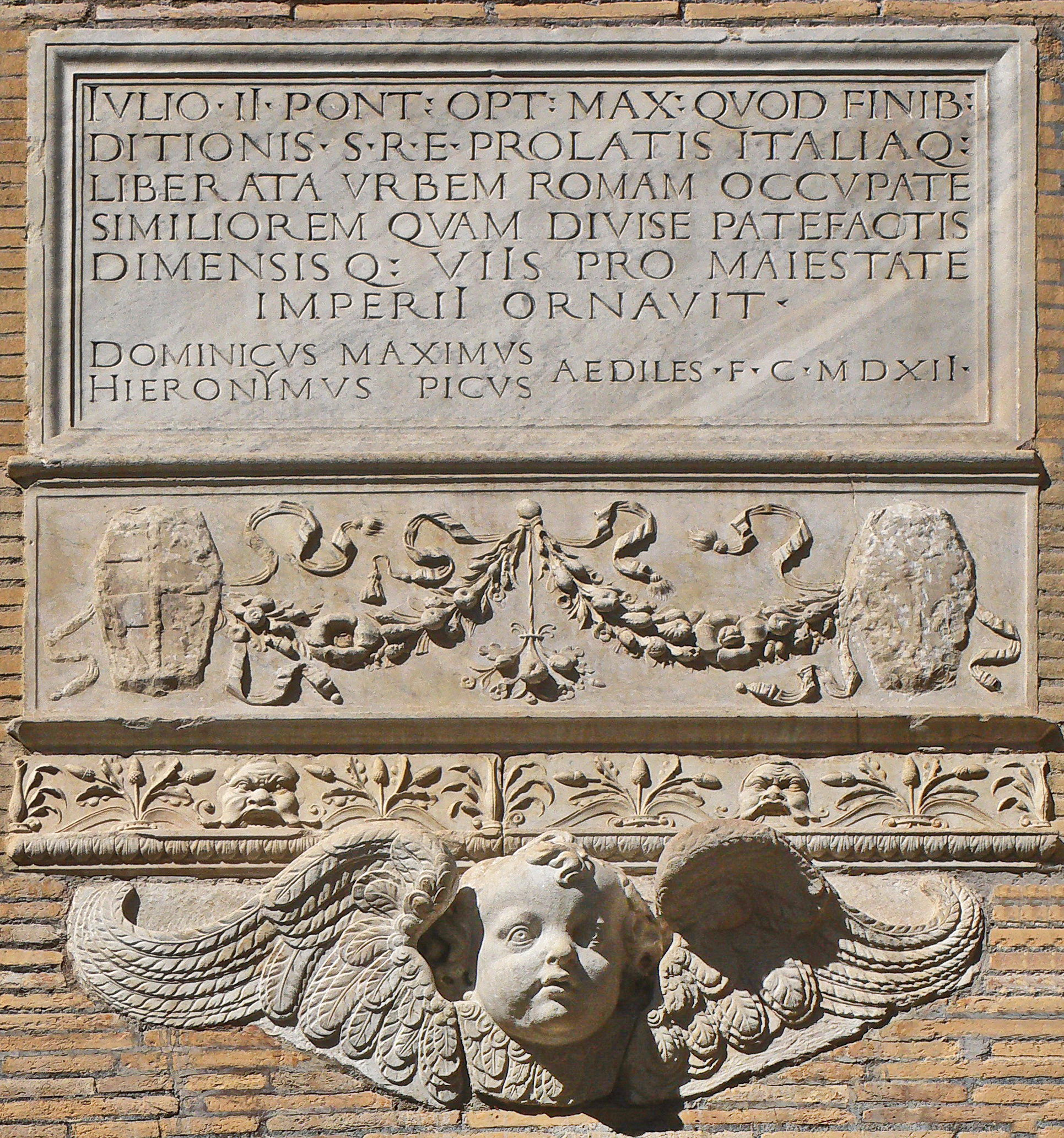
Plaque commémorative de Jules II, 1512.

Outre la reconstruction de la basilique Saint-Pierre, Jules II met en œuvre plusieurs projets dans le cadre de la rénovation urbaine de Rome (Renovatio Romae) dans les rioni Ponte, Parione, Sant'Eustachio et Colonna, une tâche qui avait été lancée quarante ans auparavant par son oncle, le pape Sixte IV. L'un des projets les plus importants est la création de deux nouvelles rues droites sur les rives gauche et droite du Tibre : la via Giulia sur la rive gauche, une nouvelle grande avenue à travers le quartier le plus densément peuplé de Rome, depuis le Ponte Sisto jusqu'au quartier marchand florentin dans le coude du Tibre, et la via della Lungara sur la rive droite, une rue droite de la Porta Settimiana dans le Trastevere à l'hôpital Santo Spirito dans le Borgo. Les deux rues, conçues par l'architecte préféré du pape Donato Bramante, flanquent le Tibre et y sont étroitement liées.  La via della Lungara a le double objectif de soulager la route de pèlerinage à Saint-Pierre et de transporter des marchandises en provenance de la via Aurelia et de la via Portuensis vers le centre de la ville. De plus, la rue, surplombant le fleuve, va devenir le lieu des loisirs cultivés et raffinés de la haute bourgeoisie romaine, qui y construisent certaines des résidences suburbaines les plus luxueuses de la ville. Les deux rues, entourées de palais, dont celle du banquier du pape, Agostino Chigi, auraient formé « une sorte de ville dans la ville, une cité-jardin le long du Tibre ».
L'objectif principal derrière ces plans est de superposer au maillage désordonné de la Rome médiévale, un réseau routier régulier ayant le Tibre comme axe principal ; avec la nouvelle via Alessandrina qu'Alexandre VI a ouverte dans le Borgo et la via dei Pettinari qui relie le Trastevere sur une rive et le Capitole sur l'autre, la Lungara et la via Giulia créent un réseau quadrilatéral de rues modernes dans le réseau chaotique des rues étroites de la ville. Dans le projet original, la via Giulia est censée atteindre l'hôpital Santo Spirito par le pont de Néron qui a été reconstruit .
Ce projet a un objectif secondaire et festif : promouvoir le pontife comme unificateur de l'Italie et rénovateur de Rome ; en 1506, après la fin de la peste, Jules II renverse les puissantes familles Baglioni et Bentivoglio, conquérant leurs bastions de Pérouse et Bologne   comme en témoigne une inscription le long de la via dei Banchi Nuovi .
En plus de servir de moyen de communication et de représentation pour l'Église, la rue est censée accueillir le nouveau centre administratif laïque de la ville. Un dessin de Donato Bramante découvert par Luitpold Frommel aux Offices, montre un nouveau complexe administratif énorme, le Palazzo dei Tribunali. Tous les notaires et tribunaux opérant à Rome devaient être centralisés dans ce bâtiment dont le tribunal des Conservatori, situé pendant des siècles sur la colline du Capitole et traditionnellement contrôlé par la noblesse romaine. Cette décision mettait donc fin au chaos causé par diverses juridictions soumises à l'autorité ecclésiastique et laïque en mettant la justice sous le contrôle du pape.
Le croquis de Bramante montre également une place représentative (le Foro Iulio), ouverte sur la nouvelle rue, faisant face au Palazzo dei Tribunali  et à l'ancienne Cancelleria (aujourd'hui palais Sforza-Cesarini). La place était non loin de la chambre apostolique (le trésor du pape) installée au palais Riario et du nouveau Palazzo della Zecca (litt « menthe papale ») érigé par Bramante au bord de la via dei Banchi Nuovi (également appelé di Canale Ponte). Dans cette rue, se trouvent les maisons et les bureaux des marchands et des banquiers, comme les Altoviti, Ghinucci, Acciaiuoli, Chigi et Fugger . Des liens économiques étroits avec des banquiers toscans, comme Agostino Chigi, sont recherchés et promus.
Conséquence du projet, la zone autour du Vatican et du Trastevere aurait été mise en valeur au détriment de la colline du Capitole, symbole de la puissance de la noblesse romaine . Le plan est donc destiné à séparer la papauté des puissantes familles nobles de la ville (les baroni), en particulier des familles Orsini et Colonna qui jusque-là avaient été les alliés les plus fiables du pontife, les remplaçant par une nouvelle force constituée des légats apostoliques.
Vers 1508  , la phase d'exécution du projet débute : le pape ordonne à Bramante de commencer à exproprier et à démolir des propriétés dans le Champ de Mars densément peuplé pour créer la nouvelle rue.
En août 1511, la vie de Jules II est sérieusement menacée par la maladie. En raison de cela, les familles Orsini et Colonna ainsi que les autres barons parviennent à un accord (connu sous le nom de Pax Romana), afin de demander au conclave à venir la restauration de l'autorité communale et l'abolition de divers impôts. Le prompt rétablissement du pape anéantit la perspective du conclave ; Jules, sous la pression de l'étranger, s'entend avec les nobles, propageant le pacte anti-papal comme un accord en sa faveur et révoquant plusieurs décisions prises contre la commune. Parmi celles-ci, il accorde à la Cour du Capitole la juridiction sur tous les cas entre citoyens romains, à l'exception de ceux en instance devant la Sacra Rota. Cette décision cause l'interruption des travaux de la nouvelle route et du Palazzo dei Tribunali, dont le projet est définitivement abandonné à la mort du pape, tandis que la place prévue est oubliée. À part quelques blocs rustiques entre la via del Gonfalone et le vicolo del Cefalo, il ne reste aujourd'hui plus rien du palais.

### La via Giulia auXVIesiècle

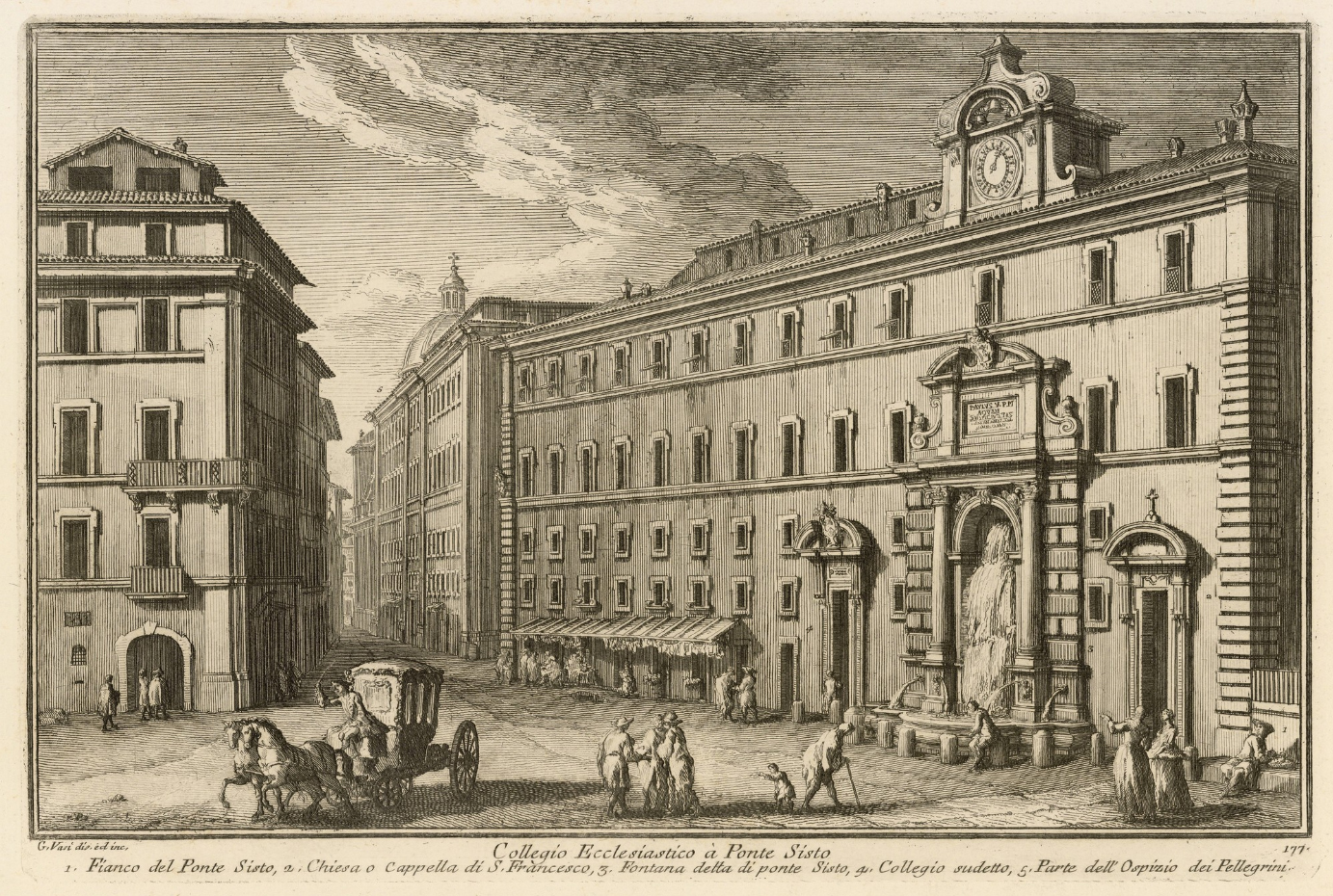
Fontanone di Ponte Sisto et l' Ospizio dei Mendicanti dans une gravure de Giuseppe Vasi (1759).

Après la mort de Jules II en 1513, la situation démographique à Rome change: à cause des guerres d'Italie, un grand nombre de Lombards émigrent dans la ville, s'installant dans la zone nord du Champ de Mars, où leur église nationale est installée. Cela provoque un changement dans le centre de gravité du développement de la ville, qui exclut la via Giulia. Malgré cela, le successeur de Julius, le pape Léon X , de la maison de Médicis, poursuit les travaux, favorisant l'extrémité nord de la rue, c'est-à-dire le tronçon entre le Palazzo dei Tribunali inachevé et le quartier bancaire, où vivent ses compatriotes florentins et où travaille la communauté marchande florentine. Avec la bulle du 29 janvier 1519, le pape accorde à la Compagnia della Pietà florentine la construction de l'église San Giovanni, située également à l'extrémité nord de la rue et destinée à être la paroisse de tous les Florentins vivant à Rome . L'église devait devenir le symbole de la domination économique et financière florentine à Rome, étant au centre de la zone occupée par les banques, les fondachi, et les résidences de la bourgeoisie et de la noblesse toscanes vivant dans la capitale du pape  . Des artistes importants, tels que Raphael et Antonio da Sangallo le Jeune, y acquièrent des parcelles de terrain ou construisent des palais .
Malgré ces activités, le projet d'urbanisme, qui est à la base de la route, reste inachevé. La décision d'abandonner la reconstruction du pont de Néron, le manque de connexion avec le pont des Anges et le Borgo, et l'abandon du plan de centralisation des tribunaux, font de la rue un fragment inutilisé d'un projet abandonné. Les parties centrale et méridionale de la rue souffrent le plus de cette situation. La zone au sud de l'église San Biagio, la partie centrale de la via Giulia autour du Monte dei Planca Incoronati coupé en deux par la nouvelle rue, acte d'autorité du pape contre l'une des familles les plus puissantes de la noblesse de la ville, les Planca, est devenue un bidonville rempli d'auberges, de bordels et d'endroits tristement célèbres comme la Piazza Padella, un lieu connu pour les duels et les coups de couteau jusqu'à la fin du XIXe siècle, démoli dans les années 1930. Cette zone, située entre la via del Gonfalone, la via delle Carceri, la via di Monserrato et le Tibre, est un lieu majeur de mauvaise réputation depuis le Moyen Âge ; un manuscrit de 1556 rapporte que le quartier autour de l'église San Niccolò degli Incoronati, finalement démolie, abritait « ... 150 maisons de gens très simples, de putes et de personnes douteuses ... ». La dégradation de cette partie de la rue doit être attribuée à une décision des Planca eux-mêmes, qui, contrairement à l'objectif des papes de créer une rue prestigieuse, ont préféré louer leurs propriétés à des prostituées et des malfaiteurs, sujets qui paient des loyers plus élevés que les artisans.
Au sud du monte dei Planca s'étend le Castrum Senense ; ce quartier (son nom castrum, « fort » vient des nombreuses tours qui truffent le lieu à l'époque), qui part de l'église Santa Aurea, aujourd'hui Spirito Santo dei Napoletani, pour se diriger vers le sud, obtient ce nom au Moyen Âge car il est principalement habité par des gens originaires de Sienne. À cette extrémité de la via Giulia, la famille Farnèse élabore un plan de développement architectural bien défini, commencé avec l'érection de leur résidence entre 1517 et 1520. Les Farnèse décident de tourner le dos à la rue, orientant la façade principale de leur gigantesque palais vers le campo de 'Fiori et le centre de la ville, et n'utilisant la rue que comme voie de service. Sous le pape Paul III, le cardinal Girolamo Capodiferro décide de construire son palais près du palais Farnèse, mais lui aussi choisit de diriger les jardins vers la via Giulia. La décision d'éviter la surplomb des résidences nobles le long de la rue est probablement due à l'état dégradé de la zone, qui abrite plusieurs bordels.
À partir du milieu du XVIe siècle on tente de réhabiliter cette zone en construisant des installations correctes. L'église et les hôpitaux de la confrérie de la Trinité des pèlerins (en italien : Confraternita della Santissima Trinità dei Pellegrini) sont construits dans un endroit nommé Postribolo di Ponte Sisto (« Bordel du Ponte Sisto »). En 1586, l'architecte Domenico Fontana conçoit sur les ordres du pape Sixte V l'Ospizio dei Mendicanti (lit. « Hospice des mendiants ») signifiant ainsi l'extrémité sud de la via Giulia. L'hospice est installé pour résoudre le problème de la mendicité dans la ville et reçoit une dotation annuelle de 150 000 écus, assez pour employer 2 000 personnes.
Au début du XVIe siècle, il est devenu à la mode pour les différentes nations et cités-états de faire construire leurs propres églises à Rome, les dites chiese nazionali. Les rioni de Regola et du Ponte, le long des rues de procession et de pèlerinage, en sont les emplacements préférés, et la via Giulia, en raison de sa proximité avec Saint-Pierre et la zone commerciale, devient un lieu de prédilection pour ériger les sanctuaires avec des hôpitaux annexés et des auberges pour les pèlerins. Les Florentins, les Siennois et les Napolitains font construire leurs églises le long de la rue (respectivement San Giovanni, Santa Caterina et Santo Spirito), tandis que les Bolognais (San Giovanni e Petronio), Espagnols (Santa Maria in Monserrato), les anglais (San Tommaso di Canterbury) et les Suédois (Santa Brigida) les font bâtir dans les zones voisines du rione Regola.
Malgré toutes ces activités de construction, le caractère de la rue n'a pas changé : confréries, noblesse, voleurs, bourgeoisie et prostituées vivent côte à côte dans la rue qui reste un axe de service. Le poète Annibal Caro, dans sa comédie Gli Straccioni, la décrit comme un endroit mal famé.

À la fin du siècle, le tracé de la via Giulia est défini pour de bon ; il se termine par le quartier florentin au nord et l'Ospizio dei Mendicanti au sud. La rue est devenue moins une grande rue commerçante et plus une promenade animée et un lieu de célébrations, de processions (comme celle des ammantates, filles pauvres qui étaient dotées par les orfèvres de Sant'Eligio degli Orefici) et des courses .

Via Giulia dans le prospectus d'Almae urbis Romae d' Antonio Tempesta (1645).

### La via Giulia auXVIIesiècle

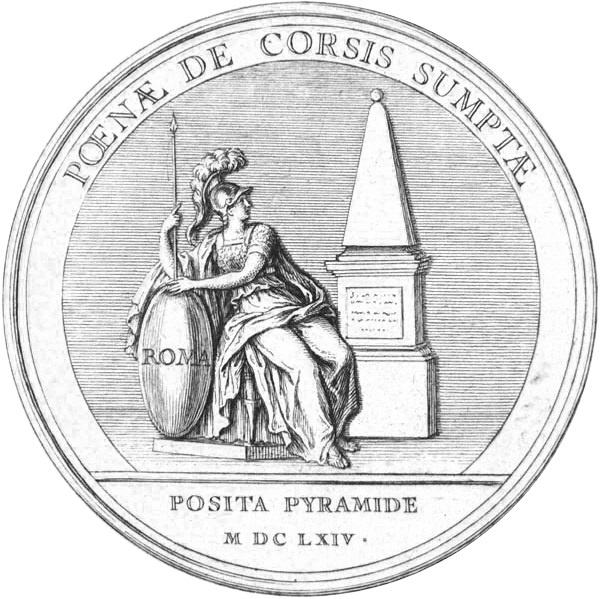
Eau-forte représentant une médaille frappée sous Louis XIV pour commémorer la dissolution de la garde corse après l'incident de la via Giulia ; la « pyramide de l'infamie » figure en arrière-plan.

À l'époque baroque, trois œuvres majeures changent l'aspect de la rue : au nord, l'achèvement (à l'exception de la façade) de San Giovanni dei Fiorentini, œuvre de Carlo Maderno ; au centre, la construction des Carceri Nuove (lit. « Nouvelles Prisons ») sur un projet d'Antonio Del Grande ; au sud, la reconstruction du palais Falconieri, par Francesco Borromini . San Giovanni, grâce à son dôme élancé, donne à la rue un point de fuite ; les prisons, érigées près du palais jamais construit de Bramante, relancent l'idée de Jules II de faire entrer la Justitia Papalis dans la rue ; le palais Falconieri, enfin, valorise la rue dans un quartier distingué jusqu'alors uniquement par le palais Farnèse qui tourne le dos à la via Giulia. À côté de ces travaux, il faut encore mentionner les églises Sant'Anna dei Bresciani et Santa Maria del Suffragio, et diverses rénovations et fusions, telles que celles du palais Varese par Maderno et du palais Ricci. Dans la même période, deux collèges se sont établis dans la rue : le Collegio Ghislieri, un autre ouvrage de Carlo Maderno, et le Collegio Bandinelli, près de San Giovanni dei Fiorentini, par Del Grande.
Afin d'alimenter le quartier en eau potable en quantité suffisante, le pape Paul V étend l'aqueduc de l'Aqua Trajana au-delà du Tibre, atteignant le rione Regola et le ghetto. En 1613, la Fontanone di Ponte Sisto (« la Grande Fontaine du Ponte Sisto ») est construite sur la façade sur la Via Giulia de l'hospice des mendiants.
Malgré ces interventions, la justification de la rue dans la structure de la ville n'a pas changé. L'expansion de la ville vers la plaine du Champ de Mars, commencée par Léon X avec la construction de la via di Ripetta et les initiatives urbanistiques de Grégoire XIII et Sixte V ont déjà irrémédiablement relégué la via Giulia à une position périphérique par rapport au nouveau centre-ville .
À la fin du XVIIe siècle, la rue prend un triple visage, qu'elle entretiendra encore 150 ans : une zone de spéculation immobilière au nord, un centre de détention au milieu et un emplacement élégant au sud, théâtre de fêtes et de jeux. Parmi ces derniers, un tournoi organisé en 1603 par Tiberio Ceuli au palais Sacchetti et un tournoi de sarrasins organisé en 1617 par le cardinal Édouard Ier Farnèse à l'Oratorio della Compagnia della Morte, pour lequel il invite huit cardinaux. Pendant les mois d'été, la rue est parfois inondée pour le plaisir des gens ordinaires et de la noblesse. Une des célébrations les plus prestigieuses est organisée par les Farnèse en 1638 pour célébrer la naissance du dauphin de France, le futur roi Louis XIV. La via Giulia accueille des courses de bubalus bubalis, des défilés de chars de carnaval , et pour le carnaval 1663, l'organisation d'une course de chevaux avec bossus nus. Pendant le carnaval, la via Giulia accueille plusieurs fêtes organisées par les Florentins.
Le 20 août 1662, la rue est le théâtre d'un épisode aux conséquences importantes : une bagarre près du ponte Sisto entre des soldats de la Garde corse et des soldats français appartenant à la suite de l'ambassadeur de Louis XIV Charles III de Créquy aboutit au départ de l'ambassadeur de Rome et à l'invasion française d'Avignon. Afin d'éviter des conséquences pires encore, le pape est forcé de s'humilier, démantelant la Garde corse et érigeant une « pyramide d'infamie » dans la caserne des Corses à proximité de la rue.

### Développements duXVIIIeetXIXesiècles

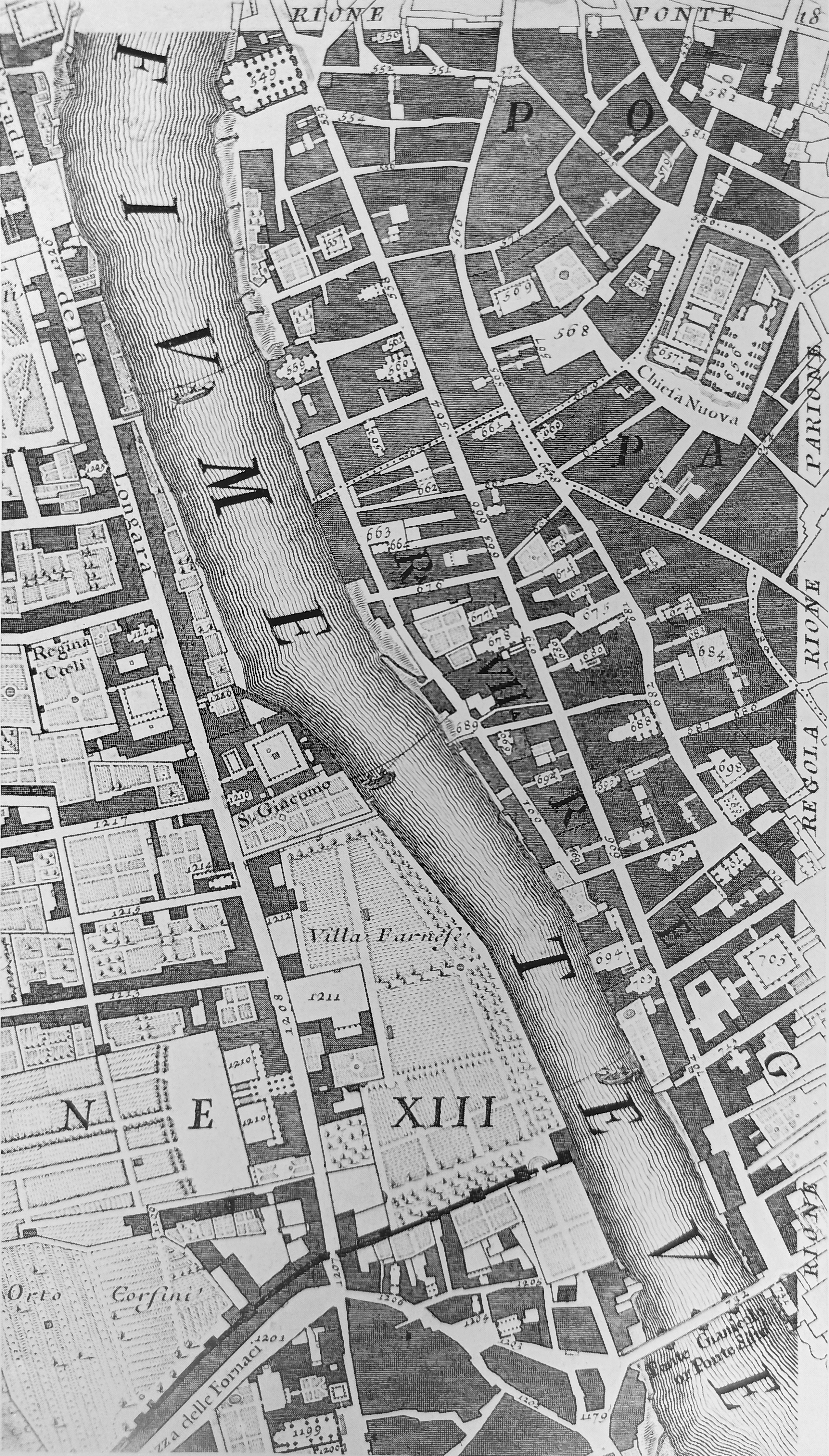
La Via Giulia (la route rectiligne à droite du Tibre) dans la carte de Rome de Giambattista Nolli, publiée pour la première fois en 1748.

D'un point de vue architectural, au XVIIIe siècle, seules des interventions mineures se produisent dans la rue : le développement de la ville se focalise désormais dans le Tridente et sur le Quirinale, tous deux éloignés de la courbe du Tibre, et la via Giulia reste interrompue. La façade de San Giovanni dei Fiorentini par Alessandro Galilei, l'église Santa Maria dell'Orazione e Morte par Ferdinando Fuga et les deux petites églises San Filippo Neri et San Biagio della Pagnotta, reconstruites respectivement par Filippo Raguzzini et Giovanni Antonio Perfetti, constituent les seules entreprises d'une certaine importance dans la rue à cette époque.
A cette époque, la via Giulia est aussi célèbre comme lieu de fêtes et de divertissements pour les gens du commun : en 1720, les Siennois organisent un festival pour célébrer la promotion de Marc'Antonio Zondadari comme grand maître de l'Ordre souverain de Malte : des feux d'artifice sont déclenchés près de la Fontanone di Ponte Sisto, deux arcs de triomphe sont élevés au-dessus de la rue, l'un près de Santo Spirito et l'autre près du palais Farnèse , et la fontaine du Mascherone verse du vin pour le peuple au lieu de l'eau.
Sous Clément XI, les mendiants logés dans l'Ospizio dei Mendicanti sont transférés à San Michele a Ripa. Le bâtiment est ensuite occupé par les filles célibataires pauvres (zitelle dans le dialecte romanesco) et une congrégation composée de 100 prêtres et 20 clercs, chargée de prier pour les âmes des prêtres décédés. En tant que tel, le bâtiment est surnommé l'Ospizio dei cento preti (« Hospice des Cent Prêtres »).
Au XIXe siècle, à la suite du processus de dégradation du patrimoine bâti qui affecte toute la ville, la via Giulia subit une myriade d'interventions de superfétation, de surélévation et d'occupation des espaces libres. Dans cette période, seuls quelques nouveaux bâtiments ou projets de restauration sont réalisés dont la prison pour jeunes (Palazzo del Gonfalone) en 1825-27, la rénovation de l'hospice arménien à côté de l'église San Biagio en 1830, la nouvelle façade de Santo Spirito dei Napoletani  et du Collège pontifical en 1853 par Pietro Camporese et Antonio Sarti, qui est le seul bâtiment de qualité architectonique. Cependant, cela n'arrête pas le déclin général de la rue qui a commencé au milieu du XVIIIe siècle. La noblesse a abandonné les palais dans la rue pour se déplacer vers le nouveau centre de la vie urbaine dans la plaine du Champ de Mars et à leur place, la rue accueille des artisans, assumant un aspect d'abandon et de survie.

### La via Giulia depuis 1870
Après que Rome soit devenue la capitale du royaume d'Italie en 1870, le Tibre, connu pour ses inondations, en particulier dans la plaine du Champ de Mars, voit ses rives aménagées en 1873 en construisant des lungoteveres, qui à partir de1888 sont érigées le long de la rue et nécessitent que Sant'Anna dei Bresciani soit démolie. Les lungoteveres coupent complètement la via Giulia du Tibre et empêchent les loggias et les jardins des palais face à la rivière, tels que les palais Medici-Clarelli, Sacchetti, Varese et Falconieri d'avoir une vue sur le fleuve. La Fontanone du Ponte Sisto est démolie avec l'Hospice des mendiants en 1879 et reconstruite en 1898 sur le côté opposé du Ponte Sisto dans l'actuelle Piazza Trilussa.
Pendant la période fasciste, en 1938, Benito Mussolini ordonne la construction d'une large avenue entre le pont Mazzini et la Chiesa Nuova, ce qui cause des démolitions importantes de bâtiments (dont celles des palais Ruggia et Planca Incoronati et de la Piazza Padella) dans la section centrale de la via Giulia, entre la via della Barchetta et le vicolo delle Prigioni. Le projet est arrêté en raison du début de la Seconde Guerre mondiale et à ce jour, le terrain vide en résultant n'est que partiellement occupé par le nouveau bâtiment du Liceo Classico Virgilio.
À partir des années d'après-guerre, la rue retrouve progressivement son statut d'une des rues les plus prestigieuses de la ville . De nombreux événements y ont eu lieu en 2008 pour son 500e anniversaire ; quelques églises et palais ont été restaurés et ouverts aux visiteurs.

## Monuments sur la via Giulia
La via Giulia s'étend au nord-ouest sur environ un kilomètre de la piazza San Vincenzo Pallotti sur le Ponte Sisto à la piazza dell'Oro en face de l'église San Giovanni dei Fiorentini.

### 1 Palais Pateras Pescara (via Giulia 251)
Ce dernier bâtiment de la via Giulia a été construit en 1924 par Marcello Piacentini pour le compte de l'avocat Pateras. Aujourd'hui, il abrite le consulat de France à Rome.
|                          |
| 1 Palais Pateras Pescara |

### 2Fontana del Mascherone
La fontaine en diagonale opposée au palais Farnèse a été construite vers 1626 par Carlo Rainaldi et payée par les Farnèse. Il était prévu, en 1570, qu'elle soit une fontaine publique alimentée par l'aqueduc de l'Aqua Virgo pour fournir de l'eau potable à la population. Cependant, l'installation n'a été possible qu'après que Paul V ait ordonné l'extension de la conduite d'eau sur le Ponte Sisto en 1612 . La fontaine se compose d'un grand mascaron ancien en marbre (« Mascherone ») sur un fond avec des volutes en marbre, couronnées par le symbole des Farnèse, une fleur de lys en métal. La fontaine a été déplacée contre le mur en 1903, perdant beaucoup de son charme. Le poète Wilhelm Waiblinger est mort en 1830 dans la maison en face .
|                          |
| 2 Fontana del Mascherone |

### 3 Palais Farnèse (via Giulia 186)
La façade sur le jardin de ce palais est orientée vers la via Giulia. En 1549, il a été conçu selon les dessins de Vignola et complété par Giacomo della Porta en 1589. Le jardin entre la façade et la via Giulia était autrefois orné par le Taureau Farnèse (maintenant au musée archéologique national de Naples). Le palais abrite maintenant l'ambassade de France en Italie.
|                  |
| 3 Palais Farnèse |

### 3a Camerini Farnesiani (via Giulia 253-260)
Derrière la rangée de bâtiments inférieurs, les « Camerini Farnesiani », qui appartiennent aujourd'hui à l'ambassade de France, se trouvait un petit palais avec jardin, le Palazzetto Farnèse, construit vers 1603 par le cardinal Édouard Farnèse comme son ermitage, également connu sous le nom d'Eremo del Cardinale (l'« ermitage du cardinal »). Cette retraite privée du cardinal, décorée de fresques de Giovanni Lanfranco, était accessible depuis le palais Farnèse par une terrasse et l'Arco Farnèse. Le bâtiment se tient toujours le long de la via Giulia, mais sa disposition intérieure originale a été modifiée à la suite de plusieurs interventions, tandis que son giardino segreto (« jardin secret ») avec sa loggia à trois arches ouvertes sur la rivière a été détruit.
|                        |
| 3a Camerini Farnesiani |

### 4 Arco Farnèse
Le pont relie la via Giulia au palais Farnèse. Il a été érigé en 1603 pour observer les processions festives, les jeux et les courses de chevaux dans la via Giulia, en particulier pendant le carnaval. L'arc faisait partie d'un projet conçu par le pape Paul III jamais réalisé, qui prévoyait de relier le palais Farnèse à la villa Farnesina dans le Trastevere au moyen d'un pont privé sur la rivière.
|                |
| 4 Arco Farnèse |

### 5 Santa Maria dell'Orazione e Morte (via Giulia ad.262)
L'église, construite en 1575-76, est située à proximité immédiate du palais Farnèse et appartenait à la Compagnia della Morte (« Fraternité de la Mort ») fondée en 1538. La fraternité était chargée d'enterrer les morts qui, ayant été récupérés dans la rivière ou trouvés dans les environs de Rome, n'étaient revendiqués par personne. Le bâtiment a été démoli en 1733 et reconstruit par Ferdinando Fuga en 1737. Son cimetière sur les rives du Tibre a été démoli lorsque la rivière a été réglementée en 1886.
|                                     |
| 5 Santa Maria dell'Orazione e Morte |

### 6 Palais Falconieri, ou palais Odescalchi Falconieri (via Giulia 1)
Le bâtiment d'origine a été construit au XVIe siècle pour la famille noble romaine des Ceci et jouxte directement l'église Santa Maria dell'Orazione e Morte. Il fut vendu par les Ceci en 1574 à la famille Odescalchi avant d'être transmis aux Farnèse en 1606. Finalement, le noble florentin Orazio Falconieri l'a acheté en 1638 pour 16 000 écus. De 1646 à 1649, il a chargé l'architecte Francesco Borromini de l'agrandir. Les côtés de la façade sur la via Giulia sont décorés de deux pilastres en forme de grands hermès avec des seins féminins et des têtes de faucon. La façade du côté du Tibre comporte une loggia à trois arches datant de 1649. À partir de 1814, le cardinal Joseph Fesch, oncle de Napoléon Bonaparte, y vécut, et de 1815 à 1818, il accueillit sa demi-sœur Laetitia Ramolino, la mère de l'empereur. En 1927, le royaume d'Italie a cédé le palais à l'État hongrois, qui y a établi le siège de l'Académie hongroise (« Accademia d'Ungheria »).  Aujourd'hui, en plus de l'Académie, le palais abrite le Pontificium Institutum Ecclesiasticum Hungaricum à Urbe.
|                     |
| 6 Palais Falconieri |

### 7 Palais Baldoca-Muccioli (via Giulia 167)
L'histoire du palais est étroitement liée au palais Cisterna voisin. Les deux propriétés ont été acquises et reconstruites par le sculpteur Guglielmo della Porta . Guglielmo a commencé à travailler vers 1546 au service du Pape Paul III qui, à la mort de Sebastiano del Piombo, lui a confié la charge lucrative de Garde des Sceaux (en italien : Custode del Piombo). Il est possible que della Porta n'ait considéré le bâtiment que comme un investissement, puisqu'il l'a loué en 1574 au chevalier florentin Nicolò de Gaddis. Le palais a été la propriété plus tard des familles Baldoca et Muccioli. Au début du XXe siècle, il servit de résidence à l'ambassadeur anglais à Rome, Sir Rennell Rodd, qui l'acheta et le fit mal restaurer en 1928 .
|                           |
| 7 Palais Baldoca Muccioli |

### 8 Palais Cisterna (via Giulia 163)
Le palais Cisterna a été construit par Guglielmo della Porta et lui a servi de résidence. Au-dessus de l'architrave des fenêtres du premier étage, est visible l'inscription « FRANCISCVS TANCREDA ET GVILELMVS D (ella) P (orta) ME (ediolanensis) – S (culptor) CI (vis) RO (manus) » . D'après une lettre à un ami, il semble que le palais a été achevé en 1575. En 1600, des missionnaires espagnols l'ont acquis et l'ont vendu à la famille Cisterna au début du XXe siècle. Il a été partiellement vendu à la famille Ducci dans la seconde moitié du siècle.
|                   |
| 8 Palais Cisterna |

### 9 Santa Caterina da Siena in Via Giulia (via Giulia ad. 151)
L'histoire de cette église est étroitement liée à la Fraternité siennoise. Une communauté de marchands, banquiers et artisans de Sienne vivait dans ce qui allait devenir la via Giulia, où se trouvait à cette époque le castrum Senense depuis le XIVe siècle. En 1519, la Confrérie a été canoniquement érigée par Léon X. En 1526, ils ont chargé Baldassare Peruzzi de construire une église en l'honneur de leurs saints, un oratoire et une maison pour les clercs. Les fonds ont été fournis par la noblesse siennoise de Rome, en particulier par le doyen du Collège des cardinaux Giovanni Piccolomini et le banquier Agostino Chigi, qui a donné à lui seul 4 000 écus. En état délabré, il a été reconstruit entre 1766 et 1768 selon une conception de Paolo Posi, tandis que le décor intérieur a été achevé en 1775. L' Archconfraternité des Siennois est toujours propriétaire du bâtiment aujourd'hui. Lors du 500e anniversaire de la via Giulia en 2008, le retable de Girolamo Genga a été restauré.
|                           |
| 9 Santa Caterina da Siena |

### 10 Palais Varese (via Giulia 14-21)
Le palais en face de Santa Caterina da Siena a été construit entre 1617 et 1618 par Carlo Maderno pour le compte de Mgr Diomede Varese. En 1788, Monseigneur Giuseppe degli Atti Varese a donné le bâtiment à la Congrégation pour la doctrine de la foi lorsque sa lignée familiale s'est éteinte. Après avoir changé plusieurs fois des propriétaires, le palais est finalement entré en possession de la famille Mancini. La façade se compose de deux étages supérieurs et d'une mezzanine, et est divisée par plusieurs axes de fenêtres espacées irrégulièrement, qui témoignent de la conception du bâtiment faite en fusionnant plusieurs édifices préexistants. Au rez-de-chaussée se trouve le portail principal et au-dessus, un balcon sur corbeaux, flanqué de trois fenêtres chacun. Le portail s'ouvre dans la cour avec trois loggias, la première sur des arcs, tandis que les autres ont leur entablement qui repose directement sur les colonnes. La cour ouvrait à l'origine sur un jardin au bord de la rivière, maintenant perdu à cause de la fermeture du côté du Tibre.
|                  |
| 10 Palais Varese |

### 11 Sant'Eligio degli Orefici (via di Sant'Eligio 9)
La petite église se trouve à côté de la via Giulia et sert d'église à la guilde des orfèvres romains. Sa construction est attribuée à Raphael, bien qu'il soit possible qu'après la mort de l'artiste, elle ait été achevée par Baldassarre Peruzzi.
|                |
| 11 Sant'Eligio |

### 12 Palazzo del Collegio Spagnolo (via Giulia 151)
Le Palacio de Monserrat d'Antonio Sarti et Pietro Camporese a été construit en 1862 à la demande de la reine d'Espagne Isabelle II et abrite aujourd'hui le Haut Centre d’Études Ecclésiastiques d'Espagne . Le Centre est rattaché à l'église nationale espagnole Santa Maria in Monserrato sur la via di Monserrato située derrière lui, et son histoire est étroitement liée à celle de l'église . L'érection du Collège est la seule construction majeure dans la  rue au XIXe siècle.
|                      |
| 12 Collegio Spagnolo |

### 13 Liceo Statale Virgilio (via Giulia n ° 35 et suiv.)
L'un des complexes scolaires publics les plus importants de Rome a été construit entre 1936 et 1939 par Marcello Piacentini . Situé entre la via Giulia et le Lungotevere dei Tebaldi, il comprend la façade du Collegio Ghislieri conçu par Carlo Maderno au XVIe siècle, et l'église Santo Spirito dei Napoletani.
|                   |
| 13 Liceo Virgilio |

### 14 Palais Ricci (via Giulia 146)
Le bâtiment actuel est constitué à l'origine d'un groupe de bâtiments non mitoyens, construits à différentes époques, en face du Collegio Ghislieri. Le complexe de bâtiments a été fusionné en 1634 et 1684. La façade principale faisant face à la Piazza de' Ricci présente les restes fortement défraîchis d'un graffito de Polidoro da Caravaggio et Maturino da Firenze du XVIe siècle. Du côté faisant face à via Giulia, une façade continue donne au complexe son aspect uniforme actuel.
|                 |
| 14 Palais Ricci |

### 15 Santo Spirito dei Napoletani (via Giulia ad.34)
Dans le catalogue de l'église de Pie V, cette église est répertoriée sous le nom de Santa Aura in strada Iulia. Elle était dédiée à saint Aurée, le saint patron d'Ostie. Un couvent était attaché à l'église. En 1439, l'église a été restaurée aux frais du cardinal Guillaume d'Estouteville. En 1572, le cardinal Innico d'Avalos d'Aragona fonda dans le bâtiment délabré la Confraternita dello Spirito Santo dei Napoletani (« Fraternité du Saint-Esprit des Napolitains »), qui l'acheta aux religieuses en 1574. Entre 1619 et 1650, un nouveau bâtiment a été érigé, sur un projet d'Ottavio Mascherino avec une façade de Cosimo Fanzago, dédiée au Saint-Esprit. Au cours des siècles suivants, elle fut restaurée plusieurs fois, au début du XVIIIe siècle par Carlo Fontana, et en 1853 la façade fut rénovée par Antonio Cipolla. Église nationale du royaume de Naples, le dernier roi de Naples François II et son épouse Marie Sophie Amalie, duchesse en Bavière, ont été enterrés dans l'église en 1942 . Après d'importants travaux de restauration effectués en 1986, l'église est ouverte au culte.
|                                 |
| 15 Santo Spirito dei Napoletani |

### 16 San Filippo Neri sur la via Giulia (via Giulia 134 bis)
La construction de la petite église en face du Carceri Nuove fut parrainée par Rutilio Brandi, un gantier de Florence, et donnée à la Compagnia delle santissime piaghe après 1617, année où la confrérie obtint l'autorisation de s'organiser. L'église était à l'origine dédiée à saint Trophime. Elle était relié à une résidence pour filles célibataires (zitelle) et à un hôpital pour prêtres malades. Lorsque la résidence a été consacrée à saint Philippe Néri, après quelques années, l'église a changé sa dédicace. En 1728, Filippo Raguzzini a restauré l'église à la demande du pape Benoît XIII. L'église a échappé de justesse à la destruction au début des années 1940 en raison de la construction d'une grande route qui aurait dû rejoindre le Ponte Mazzini et la Chiesa Nuova. Cette route n'a jamais été construite en raison de la Seconde Guerre mondiale. L'édifice a été abandonné après la guerre avant d'être restauré en 2000 à des fins non religieuses.
|                     |
| 16 San Filippo Neri |

### 17 Carceri Nuove (via Giulia 52)
Depuis 1430, la famille Savelli possédait le titre de Maresciallo di Santa Romana Chiesa (« Maréchal de l'Église »), avec son propre tribunal dont la compétence pouvait atteindre la famille du pontife. En raison de cela, la famille dirigea l'infâme Corte Savella, une prison qui se trouve le long de la via di Monserrato près du collège anglais de Rome. Le système pénal inhumain de la Corte Savella a fourni au pape Innocent X l'excuse pour retirer au Savelli leur monopole sur le système pénal de Rome.
En signe de nouvelle Justitia Papalis, il fit construire la nouvelle institution pénale, la Carceri Nuove, sur la via Giulia. Cette nouvelle prison a été construite entre 1652 et 1655 par l'architecte Antonio del Grande . Les Carceri Nuove étaient considérés comme un modèle de système pénitentiaire, humain à leur époque. Le bâtiment et sa destination ont eu une influence plutôt négative sur l'image de la rue, ce qui a conduit à la suspension des constructions dans les années suivantes et à la préservation du caractère Renaissance de la rue. Le bâtiment a été utilisé comme prison jusqu'à l'ouverture du Regina cæli dans le Trastevere en 1883, et utilisée jusqu'en 1931 comme prison pour mineurs. À partir de 1931, le palais abrita le siège du Centro di Studi Penitenziari (« Institut de recherche pour la justice pénale ») et une bibliothèque spécialisée. Aujourd'hui, le bâtiment abrite la Direzione Nazionale Antimafia e Antiterrorismo (« Direction nationale anti-mafia et antiterrorisme »).
|                  |
| 17 Carceri Nuove |

### 17a Palazzo del Gonfalone (via del Gonfalone 29)
Le bâtiment construit entre le vicolo della Scimia et la via del Gonfalone, n'a pas d'entrée depuis la via Giulia. Il a été édifié entre 1825 et 1827 sous le pape Léon XII selon les plans de Giuseppe Valadier comme prison pour les mineurs. Aujourd'hui, le bâtiment abrite le Museo Criminologico (lit. « Musée de criminologie »).
|                           |
| 17a Palazzo del Gonfalone |

### 18 Santa Maria del Suffragio (via Giulia ad.59)
En 1592, la Confraternita del Suffragio « (Fraternité de l'Intercession ») a été fondée à côté de l'église San Biagio della Pagnotta pour implorer l'intercession pour les âmes du purgatoire. La Fraternité a été approuvée par le Pape Clément VIII  en 1594  et a été élevé au statut d'Arciconfaternita (« Fraternité archevêché ») par Paul V. Grâce à plusieurs dons, en 1662, l'érection de l'église a commencé sur un projet de l'architecte Carlo Rainaldi. Le bâtiment a été consacré en 1669 et la façade a été finie en 1680. L'intérieur de l'église a été rénové en 1869 ; les fresques à l'intérieur sont de Cesare Mariani (Couronnement de la Vierge) et Giuseppe Chiari (Nativité de Marie et Adoration des mages).
|                              |
| 18 Santa Maria del Suffragio |

### 19 Palazzo dei Tribunali
Le projet le plus important de Jules II dans la nouvelle rue était un bâtiment de l'administration centrale, dans lequel une grande partie des bureaux et des tribunaux importants de la ville (« tribunali ») devaient être regroupés. La commission du pape à Donato Bramante (à l'époque architecte principal de la nouvelle basilique Saint-Pierre) a été émise vers 1506 et la construction dans la zone entre le vicolo del Cefalo et la via del Gonfalone a commencé avant 1508, mais a été interrompue en 1511 par la Pax Romana . Avec la mort de Jules II en 1513, la construction s'est complètement arrêtée.
Quelques vestiges des puissants murs de style bugnato, appelés i sofà di Via Giulia par la population romaine, entre la via del Gonfalone et le vicolo del Cefalo le long de la via Giulia, sont encore visibles aujourd'hui.
|                         |
| 19 I sofà di Via Giulia |

### 20 San Biagio della Pagnotta (San Biagio degli Armeni) (via Giulia ad.63)
Cette église était dédiée à saint Blaise de Sébaste et est mentionnée dans les catalogues d'églises du Moyen Âge sous le nom de San Biagio de Cantu Secuta. Le nom « della pagnotta » est dérivé du mot romain pagnotta (« petit pain »), qui était distribué aux fidèles le 3 février (fête de saint Blaise) et destiné à protéger contre les maux de gorge. L'église était rattachée à l'une des premières abbayes de Rome. Une inscription à l'intérieur commémore sa construction par un abbé Dominicus en 1072. Selon les plans de Bramante, cette église devait être incluse dans la cour du Palazzo dei Tribunali. De 1539 à 1835, c'était une église paroissiale. En 1826, le pape Grégoire XVI l'assigna à la communauté arménienne de Santa Maria Egiziaca. Depuis, on l'appelle officiellement San Biagio degli Armeni.
|                              |
| 20 San Biagio della Pagnotta |

### 21 Palais Ricci-Donarelli (via Giulia n ° 99-105)
Le palais est en face du palais Sacchetti et était constitué à l'origine par un groupe de bâtiments résidentiels ayant d'abord appartenu à la famille Ricci et plus tard à la famille Donarelli. Le complexe a été restructuré en 1663, peut-être par Carlo Rainaldi.

### 22 Palais Sacchetti (via Giulia 66)
Antonio da Sangallo le Jeune a construit le palais sur un terrain acheté en 1542 par le chapitre du Vatican. La façade porte encore les armoiries ébréchées de Paul III. Son fils Orazio a hérité du bâtiment et l'a vendu en 1552 au cardinal Giovanni Ricci di Montepulciano, qui a fait étendre le palais à ses dimensions actuelles par l'architecte Nanni di Baccio Bigio. Une inscription  dans le mur latéral du vicolo del Cefalo déclare que le palais a été exempté de payer la taxe de recensement en 1555 . Le bâtiment a changé de mains plusieurs fois. En 1649, il fut acheté par la famille florentine Sacchetti, dont il porte encore le nom. L'entrée sur la via Giulia est en marbre et flanquée des deux côtés de trois grandes fenêtres avec des grilles, des seuils et des corniches. Dans le coin gauche du palais, il y a une petite fontaine flanquée de cariatides avec deux dauphins encastrés dans le mur qui se réfèrent aux propriétaires ultérieurs, la famille Ceuli, dont les armoiries ont été ébréchées. Les salles notables à l'intérieur sont le Salone dei Mappamondi (« Salle des cartes du monde »), conçu par Francesco Salviati, et la salle à manger avec deux fresques peintes par Pietro da Cortona. L'écrivain Ingeborg Bachmann a vécu dans ce palais en 1973 avant de mourir à l'hôpital Sant'Eugenio le 17 octobre 1973.
|                      |
| 22 Palazzo Sacchetti |

### 23 Palais aux armoiries Farnèse (via Giulia 93)
Le premier propriétaire du bâtiment pourrait être Durante Duranti, l'amoureux de Costanza Farnese, ou Guglielmo della Porta, qui dans ce cas, en aurait également été l'architecte. Le palais tire son nom des trois armoiries de la famille Farnèse qui ont été ajoutées à la façade sous Paul III. Au centre de l'étage supérieur se trouvent les armoiries de Paul III avec la tiare papale et les clés entre deux licornes ; à gauche, les armoiries du cardinal Alexandre Farnèse et à droite, les armoiries de son frère Ottavio ou Pierluigi, tous deux ducs de Parme et de Plaisance.
|                                |
| 23 Palais au armoiries Farnèse |

### 24 Palais Medici Clarelli (via Giulia 79)
Antonio da Sangallo le Jeune a construit ce palais comme sa résidence privée vers 1535-1536. Après sa mort  en 1546, le bâtiment a appartenu au Florentin Migliore Cresci. Une inscription au-dessus du portail principal immortalise le duc Cosme Ier de de Toscane. Le palais a appartenu pendant quelque temps au consulat toscan à Rome. À la fin du XVIIe siècle, il a été acquis par la famille Marini Clarelli. Au XIXe siècle, il a été utilisé comme caserne avant d'être vendu à la ville de Rome en 1870. La façade richement ornée de sgraffites à l'époque de Cresci, et le portail, sont bordés de pierres de taille. Sur les côtés du portail, de grandes fenêtres sont mal reconstruites sur des corbeaux.
|                           |
| 24 Palais Medici Clarelli |

### 25 Maison de Raphaël (via Giulia 85)
Ce palais, appelé à tort Maison de Raphaël, a été construit après 1525 pour le chapitre du Vatican selon une conception de l'architecte Bartolomeo de Ramponibus. Raphael a acquis à l'origine plusieurs parcelles de terrain à cet endroit, cependant, il est mort avant le début de la construction du bâtiment. Le dessin original et le dessin définitif, connus à travers trois plans découverts au Offices, sont respectivement par Raphaël et Antonio da Sangallo le Jeune. Une inscription au-dessus des fenêtres du premier étage est dédiée à Raphaël : « POSSEDEVA RAF SANZIO NEL MDXX ».
|                      |
| 25 Maison de Raphaël |

### 26 Quartier des Florentins
En 1448, des marchands florentins qui résidaient à Rome (dont beaucoup s'étaient installés dans le coude du Tibre, aujourd'hui rione Ponte), fondèrent la Compagnia della Pietà, semblable à la « Misericordia » florentine. Les deux papes de la famille Médicis, Léon X et Clément VII, favorisèrent l'afflux de Florentins . Depuis 1515, la république de Florence avait son propre consulat dans un palais sur la via del Consolato, qui a été érigé en 1541 et démoli en 1888 pour ouvrir le Corso Vittorio Emanuele II. Elle avait son propre tribunal et sa propre prison. Certains des bâtiments érigés vers la fin du XVe siècle, qui appartenaient autrefois aux Florentins, sont encore conservés en face de l'église San Giovanni dei Fiorentini.

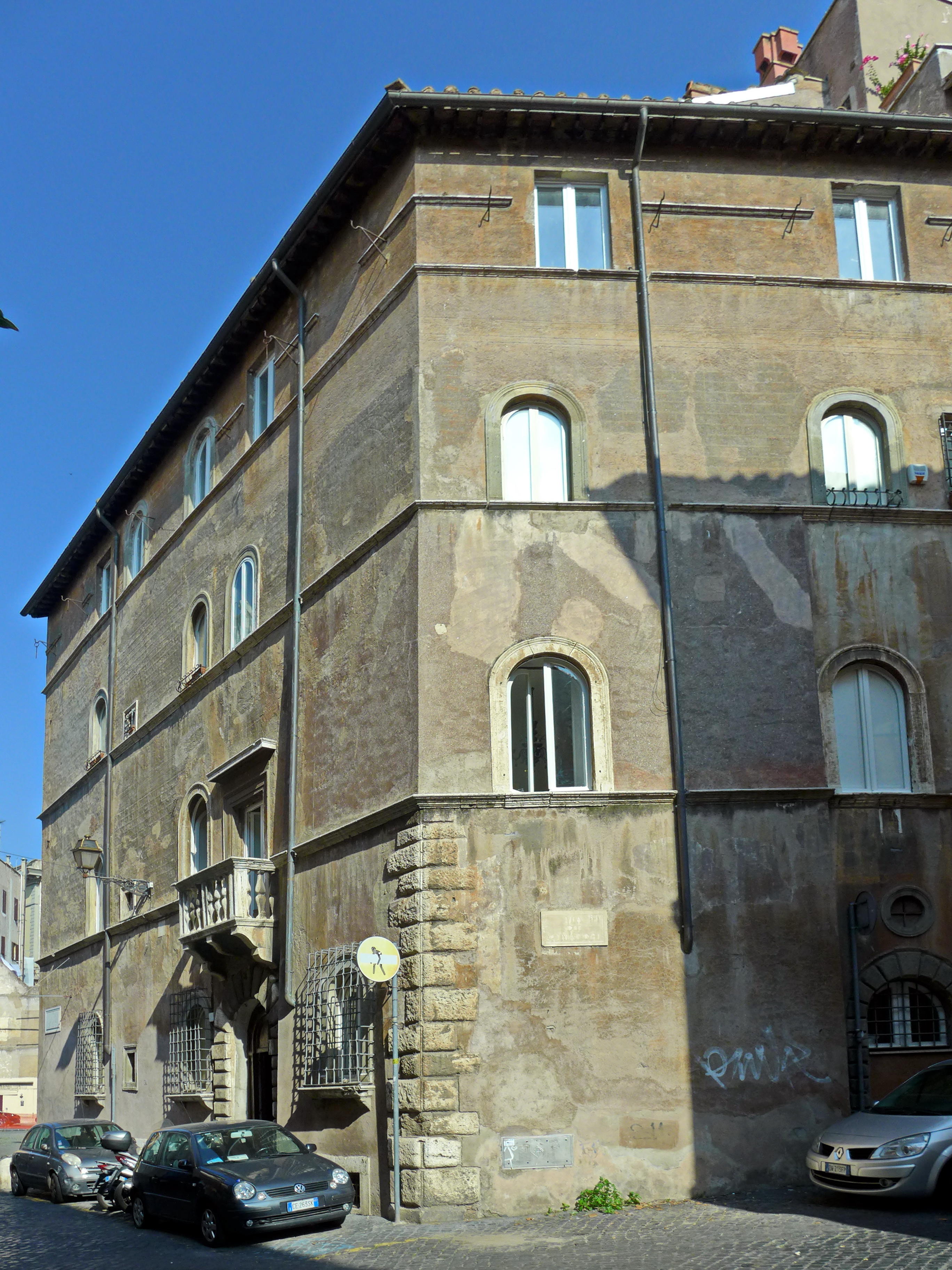
Quartier des Florentins
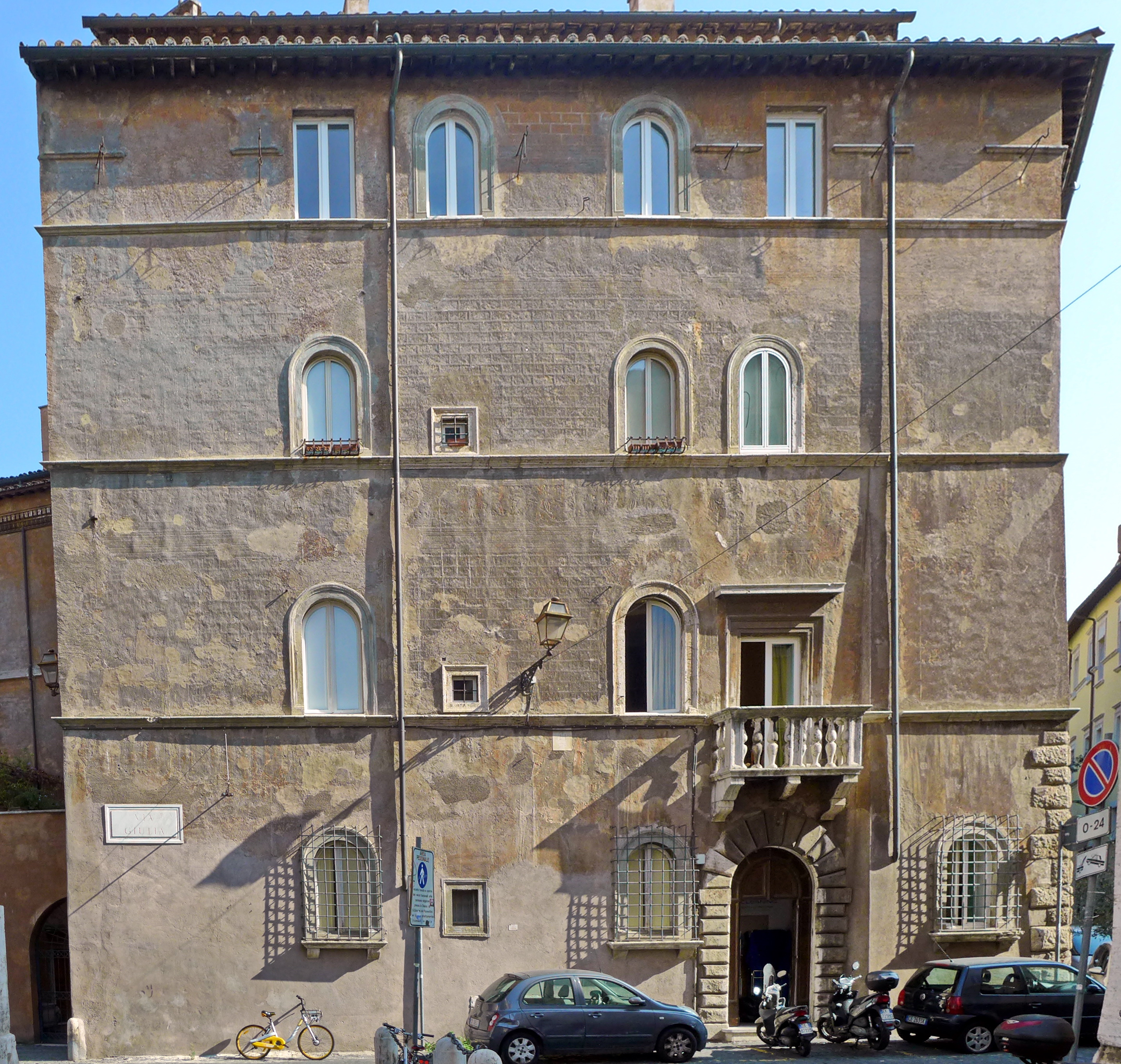
Quartier des Florentins
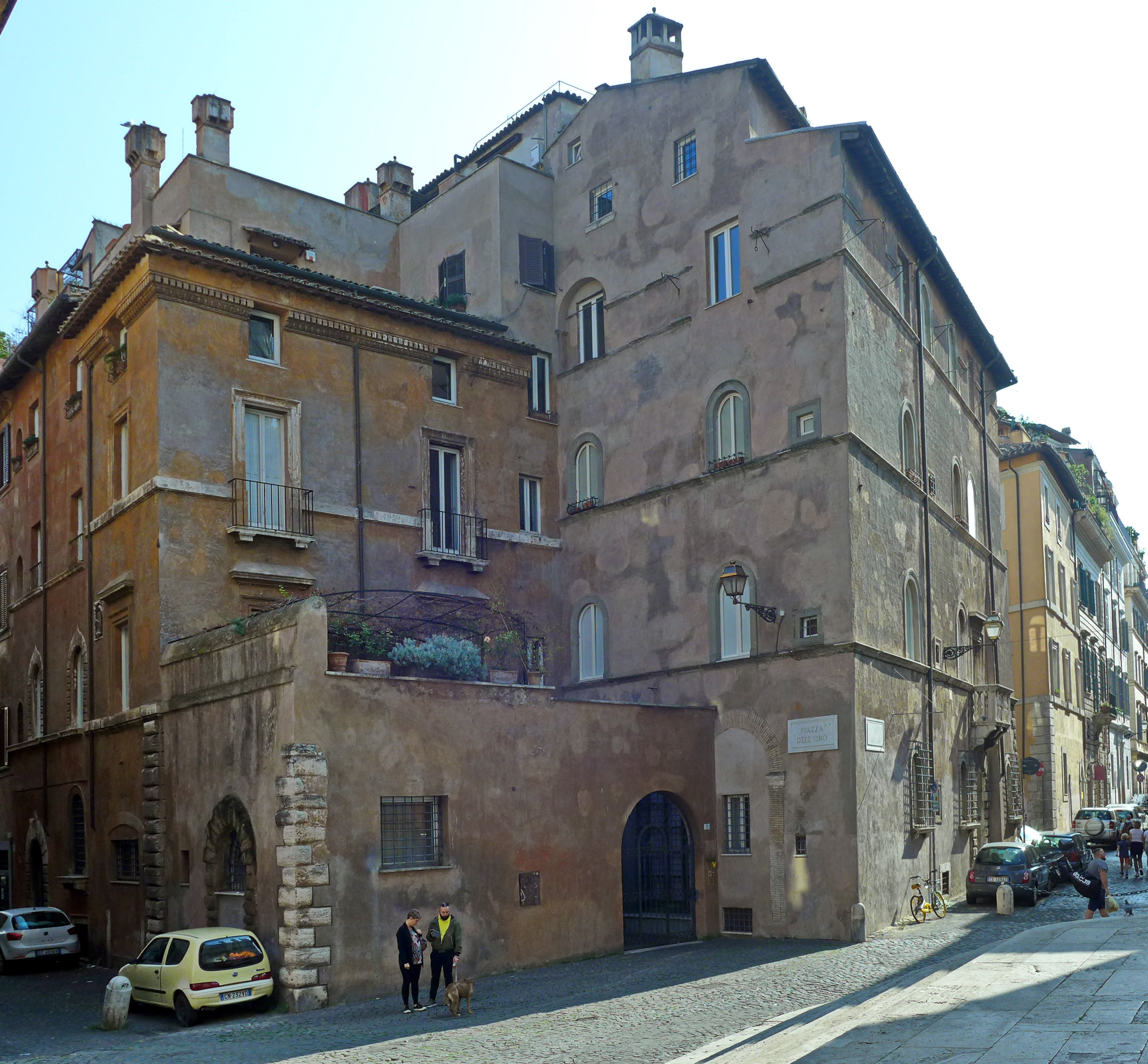
Quartier des Florentins

### 27 San Giovanni dei Fiorentini (via Acciaioli 2)
En 1519, la « nation » des Florentins reçut de Léon X le privilège de construire une église paroissiale en l'honneur de Jean le Baptiste. L'église se trouve à l'extrémité nord de la via Giulia dans le quartier florentin. Elle reflète la grandeur et l'image politique de la famille Médicis, dont les portraits ornaient la façade d'un palais juste à côté de l'église. C'est la plus grande église de la via Giulia et sa construction, commencée au début du XVIe siècle, a duré plus de 200 ans. Elle a combiné les efforts de trois des maîtres constructeurs de Rome : Giacomo della Porta, Carlo Maderno et Francesco Borromini. Les deux derniers ont été enterrés dans le même tombeau dans l'église. Le retable, commencé par Pietro da Cortona, a été continué par Borromini et terminé par Ciro Ferri.
|                             |
| San Giovanni dei Fiorentini |

### Source de traduction
- (en) Cet article est partiellement ou en totalité issu de l’article de Wikipédia en anglais intitulé « Via Giulia » (voir la liste des auteurs).